# Viton (London)
Viton je mesto u Londonskoj opštini Ričmond na Temzi. Viton je bio ruralno naselje kada je bio deo Tvikenamske parohije. To se promenilo kada se izgradila železnička stanica. Viton je jedini moderni komšija Tvikenama koji je severno od reke Krejn. Poznat je po tome što je mesto kroz koje prolazi jedina ulica sa četiri trake u okolini. Evolucija Vitona is malog mesta do gradića u Midlseksu se desila između 1930. i 1970. godine.

## Spoljašnje veze
- St Augustine of Canterbury, Whitton